# Municipio de De Roan
El municipio de De Roan (en inglés: De Roan Township) es un municipio ubicado en el condado de Hempstead en el estado estadounidense de Arkansas. En el año 2010 tenía una población de 13406 habitantes y una densidad poblacional de 57,41 personas por km².

## Geografía
El municipio de De Roan se encuentra ubicado en las coordenadas 33°39′47″N 93°33′49″O / 33.66306, -93.56361. Según la Oficina del Censo de los Estados Unidos, el municipio tiene una superficie total de 233.51 km², de la cual 232.28 km² corresponden a tierra firme y (0.53%) 1.23 km² es agua.

## Demografía
Según el censo de 2010, había 13406 personas residiendo en el municipio de De Roan. La densidad de población era de 57,41 hab./km². De los 13406 habitantes, el municipio de De Roan estaba compuesto por el 49.03% blancos, el 35.86% eran afroamericanos, el 0.34% eran amerindios, el 0.23% eran asiáticos, el 0.13% eran isleños del Pacífico, el 12.16% eran de otras razas y el 2.25% pertenecían a dos o más razas. Del total de la población el 17.23% eran hispanos o latinos de cualquier raza.